# Henry Aldrich
Henry Aldrich (1647 – Oxford, 1710) è stato un letterato e architetto inglese.

## Biografia
Decano di Oxford (1689) fu artista poliedrico.
Fedele anglicano, pubblicò opere a difesa dell'anglicanesimo dopo la rivoluzione del 1688.
Come architetto si inserisce nel Palladianesimo, con osservanza di Christopher Wren. Nel 1707 progettò la chiesa di All Saints a Oxford e tre lati del Peckwater Court.
La sua opera più importante fu la facciata della chiesa di Corpus Christi, esemplare per sobrietà.
Ottenne consensi e fama anche come teorico, grazie alla pubblicazione intitolata Elementa architecturae civilis ad Vitruvii veterumque disciplinam (1789).